# Etmopterus bigelowi
Etmopterus bigelowi is een vissensoort uit de familie van de Etmopteridae (Etmopteridae). De wetenschappelijke naam van de soort is voor het eerst geldig gepubliceerd in 1993 door Shirai & Tachikawa.